# کوین برامبل
کوین برامبل (انگلیسی: Kevin Bramble؛ زادهٔ ۱۹ سپتامبر ۱۹۷۲) اسکی‌باز آلپاین و از برندگان مدال طلا پارالمپیک اهل ایالات متحده آمریکا است.

## حرفه
او در بازی‌های پارالمپیک زمستانی ۲۰۰۶ حضور داشت.